# Enrique Martínez Heredia
Enrique Martínez Heredia (* 27. Januar 1953 in Huesa, Andalusien) ist ein ehemaliger spanischer Straßenradrennfahrer.

## Karriere
Bevor Martínez Heredia Profi wurde, konnte er einige Erfolge als Amateur einholen. Er gewann unter anderem 1973 die Vuelta a Navarra, 1974 die Tour de l’Avenir. 1975 bestritt er auch die Internationale Friedensfahrt, trug dort zwischenzeitlich das Trikot des besten Bergfahrers und wurde im Gesamtklassement 47.
In seinem ersten Profijahr 1976 gewann er als erster Spanier die Nachwuchswertung der Tour de France und die Gesamtwertung der Katalonien-Rundfahrt. 1978 gewann er die Gesamtwertung der Asturien-Rundfahrt und wurde spanischer Meister im Straßenrennen. Bei der Vuelta a España wurde er 1978 Gesamtachter und gewann 1982 sowie 1982 je eine Etappe. Das Eintagesrennen Clásica de Sabiñánigo gewann er 1976, 1978 und 1981. Er beendete seine Karriere als Aktiver nach Ende der Saison 1984.
Nach seiner Radsportkarriere gründete Enrique Martínez Heredia ein Radsportgeschäft.

## Grand Tours-Platzierungen
| Grand Tour            | 1976 | 1977 | 1978 | 1979 | 1980 | 1981 | 1982 | 1983 |
| --------------------- | ---- | ---- | ---- | ---- | ---- | ---- | ---- | ---- |
| Vuelta a EspañaVuelta | 12   | –    | 8    | 35   | 31   | 17   | 11   | 42   |
| Giro d’ItaliaGiro     | –    | DNF  | –    | –    | –    | –    | DNF  | –    |
| Tour de FranceTour    | 23   | 18   | DNF  | –    | –    | –    | –    | –    |